# Kobi Rozenfeld
Kobi Rozenfeld, född i Ness Ziona, Israel, är en dansare och koreograf som bland annat varit koreograf för Beyoncé Knowles.

## Karriär
Kobi Rozenfeld har turnerat med Yonatan Carmon and Yovel Dance Group, dansat i flera uppsättningar av Fun Tazi, arbetat med Roni Superstar, Mali Levi och Shiri Maimon, skapat koreografin för en uppsättning av Den lilla sjöjungfrun, arbetat för Keshet Chaim Dance Ensemble med mera. Han har presenterat sitt arbete med några av Los Angeles främsta dansare vid den prestigefyllda Carnival – Choreographers' Ball på Key Club i Hollywood. Under senare år har han koreograferat Beyoncé Knowles världsturné, arbetat med Britney Spears, koreograferat en israelisk uppsättning av "So You Think You Can Dance" och arbetat med Kulturskolan i Västerås.